# La Fosse-de-Tigné
La Fosse-de-Tigné korábbi község Franciaország Loire mente régiójában, Maine-et-Loire megyében. 2016. január 1-jén hat másik korábbi községgel egyesült és Lys-Haut-Layon új község része lett.
Lakosainak száma 238 fő (2018. január 1.). La Fosse-de-Tigné Cernusson, Saint-Georges-sur-Layon, Tancoigné, Tigné, Trémont és Vihiers községekkel határos.

## Népesség
A település népességének változása:
| Lakosok száma | 265  | 255  | 248  | 186  | 184  | 186  | 216  | 231  | 239  | 238  |
|               | 1962 | 1968 | 1982 | 1990 | 1999 | 2008 | 2011 | 2013 | 2017 | 2018 |